# 有坂誠人
有坂 誠人（ありさか まさと 1946年3月4日 - ）は、日本の元予備校講師。
1980年代から1990年代に代々木ゼミナールで国語の講師を務めた。

## 著書
- 『現代文速解 例の方法』（学習研究社）
- 『英語 例の方法』（ごま書房）
- 『古文例の方法』（ごま書房）
- 『学校では教えない有坂誠人の大学受験生活指導要領』（学習研究社）
- 『受験参考書の使い方-合格を約束する選び方から苦手科目征服法まで』（ごま書房）
- 『MD現代文・小論文』（朝日出版社）編著
- 『図解雑学 流通』（ナツメ社）
- 『図解雑学 経営のしくみ』（ナツメ社）
- 『大人のための頭脳パズル』（日本文芸社）共著

など